# Ад'юдикація
Ад'юдикація — у міжнародному праві суто юридична за своєю природою підстава територіальних змін. Передбачає взаємну згоду держав — сторін спору, згідно з якою вони звертаються до міжнародних судових чи арбітражних органів, чиї рішення обов'язкові для сторін.
Слухання справи у міжнародному суді припускає, що держави, які сперечаються, мають достатні правові підстави на володіння спірною територією, але долю останньої вирішує у цьому випадку саме суд.
У Російській імперії ад'юдикація означала передачу власності або підтвердження будь-якого іншого речового права (як, наприклад, поземельної повинності) за допомогою судового вироку. Влада ця належала судді виключно в суперечках про поділ, де справа йде про розподіл загальної власності, про поділ спадщини, а також в суперечках про кордон, оскільки тут суддя в разі, якщо не можна знайти справжній кордон, може розглядати спірну ділянку як загальне надбання.